# Musophaga
A Musophaga a madarak osztályának a turákóalakúak (Musophagiformes) rendjébe tartozó turákófélék (Musophagidae) családjába tartozó nem. Korábbi rendszerek a kakukkalakúakkal rokonították.

## Rendszerezés
A nembe az alábbi 2 faj tartozik:
- viola turákó (Musophaga violacea)
- rózsás turákó (Musophaga rossae)